# Due mondi (singolo)
Due mondi è un singolo di Annalisa Minetti pubblicato il 14 settembre 1999 per la Sony Music.

## Descrizione
È il primo estratto dall'album Qualcosa di più. Il disco comprende due brani.
Due mondi è una cover di Lucio Battisti; si trattava, nella versione di Battisti di un duetto, ma Annalisa decide di interpretarla da solista. Il brano è scritto da Mogol per il testo e da Lucio Battisti per le musiche.
Nel disco è incluso anche il brano Ti amerò, scritto e musicato da Mariella Nava.
Il produttore del singolo, che è anche arrangiatore, è Lucio Fabbri, mentre la produzione esecutiva è di Mario Limongelli.

## Tracce
1. Due mondi – 4:33 (testo: Mogol – musica: Lucio Battisti)
2. Ti amerò – 4:04 (Mariella Nava)

Durata totale: 8:37